# Guillemette van Neuchâtel
Guillemette van Neuchâtel soms ook Guillemette van Neufchâtel genoemd (circa 1260 - Étobon, 1317) was van 1283 tot 1317 samen met haar echtgenoot Reinoud van Bourgondië gravin van Montbéliard.

## Levensloop
Guillemette was de dochter van graaf Amadeus van Neuchâtel en diens echtgenote Jordanna, dochter van heer Aymon I van La Sarraz. In 1282 huwde ze met Reinoud van Bourgondië, zoon van gravin Adelheid van Bourgondië en Hugo III van Chalon. Ze kregen vijf kinderen:
- Othenin (overleden in 1339), graaf van Montbéliard
- Agnes (overleden in 1377), huwde met heer Hendrik van Montfaucon
- Johanna (overleden in 1347), huwde eerst met graaf Ulrich III van Pfirt, daarna met markgraaf Rudolf Hesso van Baden en ten slotte met graaf Willem van Katzenelnbogen
- Margaretha, huwde met Willem van Antigny, vorst van Sainte-Croix
- Adelheid, huwde met graaf Jan II van Chalon-Auxerre

In 1283 stierf haar overgrootvader, graaf Diederik III van Montbéliard. Omdat die al zijn kinderen had overleefd, had hij Guillemette en haar echtgenoot Reinoud tot erfgenamen benoemd. Graaf Theobald III van Neuchâtel-en-Bourgogne, een kleinzoon van Diederik III, wou echter zelf het graafschap Montbéliard en kreeg de steun van graaf Otto IV van Bourgondië, de broer van Reinoud. 
Om een successieoorlog te vermijden besloten Guillemette en Reinoud in 1283 om de heerlijkheden Blamont en Châtelot aan Theobald III te schenken, terwijl ze de rest van het graafschap Montbéliard behielden. Guillemette en Reinoud bleven Montbéliard gezamenlijk besturen tot aan haar dood in 1317. Haar lichaam werd begraven in Baume-les-Messieurs, terwijl haar hart uit haar lichaam werd gehaald en naar de Kerk Saint-Maimbœuf werd gevoerd.